# Meteora sporadica
Meteora sporadica é uma espécie misteriosa de protozoário de vida livre descoberta em 2002 durante uma amostragem a uma profundidade de 1.230 metros abaixo do nível do mar na Bacia das Espórades, no Mar Mediterrâneo. Até o momento, é a única espécie do gênero Meteora.
Foi classificado como Eukaryota incertae sedis devido à sua morfologia única, diferente de qualquer outro grupo de protistas. Duas décadas depois, uma análise filogenética de 2022 ainda não foi capaz de relacioná-la solidamente a nenhum grupo conhecido de eucariontes, sugerindo que poderia ser um novo grupo eucarionte de alto nível. Em 2024, foi revelada uma relação com Hemimastigophora.
O corpo celular é incolor e ovular. Ele varia entre 3,0 e 4,4 μm de comprimento e 2,0–4,0 μm de largura. Possui dois apêndices laterais semelhantes a braços e dois apêndices axiais. Os apêndices laterais movem-se independentemente uns dos outros num movimento de remo.